# State of Grace (band)
State of Grace är en svensk musikgrupp från Heby som bildades 2008 med medlemmarna Erik Ekblad, Hampus Johansson, Erik Johansson och Johan Nelén.
År 2011 vann State of Grace rockkarusellen och 2015 signerades State of Grace till skivbolaget Ninetone Records. Efter detta har bandet släppt flera singlar på engelska och har även börjat släppa låtar på svenska. Senaste singeln heter "Memoria" och släpptes den 1 juni 2018.

## Diskografi
Album
- 2015 - Field of Triggers (Ninetone/Universal)
- 2013 - Universal Remedy (Musichelp Publishing)
- 2012 - The United Colors of State of Grace
- 2010 - Gospels in the wine (Egen utgivning)